# Pony (Montana)
Pony es un lugar designado por el censo ubicado en el condado de Madison en el estado estadounidense de Montana. En el Censo de 2010 tenía una población de 118 habitantes y una densidad poblacional de 33,95 personas por km².

## Geografía
Pony se encuentra ubicado en las coordenadas 45°39′46″N 111°52′57″O / 45.66278, -111.88250. Según la Oficina del Censo de los Estados Unidos, Pony tiene una superficie total de 3.48 km², de la cual 3.48 km² corresponden a tierra firme y (0%) 0 km² es agua.

## Demografía
Según el censo de 2010, había 118 personas residiendo en Pony. La densidad de población era de 33,95 hab./km². De los 118 habitantes, Pony estaba compuesto por el 97.46% blancos, el 0% eran afroamericanos, el 0.85% eran amerindios, el 0% eran asiáticos, el 0% eran isleños del Pacífico, el 0.85% eran de otras razas y el 0.85% pertenecían a dos o más razas. Del total de la población el 3.39% eran hispanos o latinos de cualquier raza.